# Bibliothèque nationale Saints-Cyrille-et-Méthode
La bibliothèque nationale Saints-Cyrille-et-Méthode (en bulgare Национална библиотека „Свети Свети Кирил и Методий“), située dans la capitale Sofia, est la bibliothèque nationale de Bulgarie.
Fondée le 4 avril 1878, la bibliothèque a reçu le statut de Bibliothèque nationale bulgare trois ans plus tard et linstitution a fusionné en 1924 avec les Archives de la Renaissance nationale bulgare.